# Mike Thackwell
Michael Christopher „Mike“ Thackwell (* 30. März 1961 in Auckland) ist ein ehemaliger neuseeländischer Automobilrennfahrer.

## Karriere
Thackwell war am Start des Großen Preises von Kanada 1980 mit 19 Jahren der bis dahin jüngste Formel-1-Pilot (vor Ricardo Rodríguez), der je an einem Formel-1-Rennen teilgenommen hatte. Er galt als großes Nachwuchstalent, doch wurde seine Karriere von einem schweren Unfall unterbrochen, bei dem er sich Kopfverletzungen und einen schwierig gebrochenen Fuß zuzog.
Er nahm an fünf Grand Prix teil, konnte aber nur zweimal die Qualifikationshürde nehmen.
1983 wurde er in der Formel-2-Vize-Europameister neben Jonathan Palmer im Team auf Ralt-Honda. 1984 gewann er die Formel-2-Europameisterschaft neben Roberto Moreno im Team auf Ralt-Honda und wurde im nächsten Jahr Vizemeister in der Nachfolgeserie Formel 3000.
Nachdem er mit 26 Jahren seine Motorsport-Karriere beendet hatte, wurde er Hubschrauberpilot auf einer Bohrinsel. Heute lebt er in England und arbeitet als Lehrer.

## Statistik

### Le-Mans-Ergebnisse
| Jahr | Team                   | Fahrzeug     | Teamkollege     | Teamkollege        | Platzierung | Ausfallgrund |
| ---- | ---------------------- | ------------ | --------------- | ------------------ | ----------- | ------------ |
| 1985 | Porsche Kremer Racing  | Porsche 962C | Franz Konrad    | Jean-Pierre Jarier | Rang 9      |              |
| 1986 | Kouros Racing Team     | Sauber C8    | John Nielsen    |                    | Ausfall     | Motor        |
| 1987 | Kouros Sauber Mercedes | Sauber C9    | Henri Pescarolo | Hideki Okada       | Ausfall     | Unfall       |